# رحلة فيجن (مسلسل قصير)
رحلة فيجن (بالإنجليزية: Vision Quest) هو العنوان المؤقت لمسلسل تلفزيوني أمريكي قصير قادم من تأليف تيري ماتالاس لمنصة ديزني+، مبني على شخصية فيجن من قصص مارفل المصورة. يُعد المسلسل أحد أعمال عالم مارفل السينمائي، ويشارك الاستمرارية مع أفلام ومسلسلات الامتياز، بصفته مسلسلًا فرعيًا من "واندا فيجن" (2021). يتولى ماتالاس مهمة الإخراج وإدارة العرض.
يعود بول بيتاني لتجسيد شخصية فيجن التي قدمها في الأعمال السابقة، وينضم إليه كل من جيمس سبيدر، وتود ستاشويك، وفاران طاهر، ورواريد موليكا. بدأ تطوير السلسلة في أكتوبر 2022، عندما كانت تُعرف مؤقتًا باسم "رحلة فيجن". في البداية، عُيّنت جاك شايفر ككاتبة رئيسية للمشروع، استكمالًا لعملها السابق على "واندا فيجن"، لكنها غادرت الفريق بحلول مايو 2024، لتنتقل مهام تطوير العمل إلى ماتالاس، مع تأكيد استمرار بيتاني في دوره الرئيسي.
بدأ تصوير المسلسل في مارس 2025 في استوديوهات باينوود الواقعة في لندن. ومن المقرر أن يُعرض على منصة ديزني+ خلال عام 2026، ضمن المرحلة السادسة من عالم مارفل السينمائي.

## طاقم الممثلين و الشخصيات
- بول بيتاني في دور فيجن: أندرويد وعضو سابق في المنتقمين، أُنشئ من مزيج من الذكاء الاصطناعي "جارفيس" وبرنامج "ألترون" بالإضافة إلى حجر العقل. قُتل فيجن في فيلم المنتقمون: الحرب اللانهائية (2018)، لكنه عاد لاحقًا في مسلسل واندا فيجن (2021) في هيئة جديدة، خالية من الألوان والذاكرة والمشاعر.
- جيمس سبيدر في دور أولترون: ذكاء اصطناعي ابتكره توني ستارك وبروس بانر ضمن مشروع لحفظ السلام. غير أن أولترون طور طموحًا مدمرًا، معتقدًا أن خلاص البشرية يكمن في القضاء عليها، ليخوض صراعًا مع المنتقمين قبل أن يُهزم على يد فيجن في نهاية فيلم المنتقمون: عصر ألترون (2015).
- فاران طاهر في دور رضا: زعيم مجموعة الحلقات العشر والذي قام باختطاف توني ستارك في أحداث فيلم الرجل الحديدي (2008) بتحريض من عوبديا ستين، قبل أن يُقتل على ما يبدو.
- روريد موليكا في دور تاكر.

بالإضافة إلى ذلك، اُختير تود ستاشويك للقيام بدور لم يُكشف عنه.

## الإصدار
من المقرر أن يُعرض المسلسل لأول مرة على ديزني+ في عام 2026. وسيكون جزءًا من المرحلة السادسة من عالم مارفل السينمائي.